# Veerappanchatram
Veerappanchatram è una suddivisione dell'India, classificata come town panchayat, di 72.607 abitanti, situata nel distretto di Erode, nello stato federato del Tamil Nadu. In base al numero di abitanti la città rientra nella classe II (da 50.000 a 99.999 persone).

## Geografia fisica
La città è situata a 11° 21' 19 N e 77° 40' 04 E.

## Società

### Evoluzione demografica
Al censimento del 2001 la popolazione di Veerappanchatram assommava a 72.607 persone, delle quali 37.308 maschi e 35.299 femmine. I bambini di età inferiore o uguale ai sei anni assommavano a 7.450, dei quali 3.928 maschi e 3.522 femmine. Infine, coloro che erano in grado di saper almeno leggere e scrivere erano 50.896, dei quali 28.443 maschi e 22.453 femmine.